# Günter Braun (Schriftsteller)
Günter Braun (* 12. Mai 1928 in Wismar; † 10. November 2008 in Schwerin) war ein deutscher Schriftsteller.

## Leben
Günter Braun war der älteste Sohn eines Eisenbahningenieurs. Nach dem Abitur nahm er noch 1945 als Luftwaffenhelfer an der Endphase des Zweiten Weltkriegs teil. Nach Kriegsende übte er verschiedene Tätigkeiten aus, u. a. war er Bibliothekar, Lokalreporter und Redakteur. Ab 1955 lebte er als freier Schriftsteller in Magdeburg. Später lebte er mit seiner Frau, mit der er 2 Töchter hatte, in Schwerin, wo sie bis zu ihrem Tod Ende 2008 in der Körnerstraße wohnten.  
Günter Braun war gemeinsam mit seiner Frau Johanna Braun Verfasser eines umfangreichen erzählerischen Werks. Während das Autorenteam anfangs vorwiegend Jugendbücher schrieb, verlegte es sich später auf Prosa für Erwachsene, in der aktuelle Probleme wie die sich wandelnden Geschlechterbeziehungen behandelt wurden. Ab Mitte der Siebzigerjahre stand die Science Fiction im Mittelpunkt von Günter und Johanna Brauns Schaffen. Da die beiden Autoren das Genre häufig zur Vermittlung gesellschaftskritischer Inhalte nutzten und die in der DDR-Literatur geforderte Linientreue vermissen ließen, konnte in den Achtzigerjahren eine Reihe von Büchern der Brauns nur noch in der Bundesrepublik und in Skandinavien erscheinen.

## Auszeichnungen
- 1969 Kunstpreis des Bezirks Magdeburg
- 1985 Phantastik-Preis der Stadt Wetzlar
- 1988 Förderpreis des Marburger Literaturpreises
- 1989 Deutscher Kurzgeschichtenpreis der Stadt Arnsberg
- 1990 Phantastik-Preis "Traum-Meister"

## Werke
- José Zorillas letzter Stier, Verlag Neues Leben, Berlin 1955, DNB 363381473 (Das neue Abenteuer, Heft 78)
- Einer sagt nein, Verlag Neues Leben, Berlin 1955, DNB 363381465 (Das neue Abenteuer, Heft 74)
- Tsuko und der Medizinmann, Verlag Neues Leben, Berlin 1956, DNB 363381481 (Das neue Abenteuer, Heft 96)
- Herren der Pampa, Verlag Neues Leben, Berlin 1957 (Das neue Abenteuer, Heft 124)
- Preußen, Lumpen und Rebellen, Verlag des Ministeriums für Nationale Verteidigung, Berlin 1957, DNB 57250649X
- Gauner im Vogelhaus, Verlag Neues Leben, Berlin 1958, DNB 450007375 (Das neue Abenteuer, Heft 143)
- Gefangene, Aufbau Verlag, Berlin 1958, DNB 450594874
- Krischan und Luise, Verlag Tribüne, Berlin 1958, DNB 450594882
- Kurier für sechs Taler, Verlag Neues Leben, Berlin 1958, DNB 450007227 (Das neue Abenteuer, Heft 129)
- Menne Kehraus fährt ab, Verlag Neues Leben, Berlin 1959, DNB 450594904
- Die seltsamen Abenteuer des Brotstudenten Ernst Brav, Der Morgen, Berlin 1959, DNB 572506457
- Eva und der neue Adam, Verlag Tribüne, Berlin 1961, DNB 450594858
- Mädchen im Dreieck, Der Morgen, Berlin 1961, DNB 572506481
- Ein unberechenbares Mädchen, Verlag Tribüne, Berlin 1963, DNB 450594890
- Die Campingbäume von M., Verlag Neues Leben, Berlin 1967, DNB 456178201
- Ein objektiver Engel, Verlag Neues Leben, Berlin 1967, DNB 456178244
- Die Nase des Neandertalers, Verlag Neues Leben, Berlin 1969, DNB 456178228
- Der Irrtum des großen Zauberers, Verlag Neues Leben, Berlin 1972, DNB 740134388
- Bitterfisch, Verlag Neues Leben, Berlin 1974, DNB 750009969
- Lieber Kupferstecher Merian, Aufbau Verlag, Berlin/Weimar 1974, DNB 740292749
- Unheimliche Erscheinungsformen auf Omega XI, Verlag Neues Leben, Berlin 1974, DNB 820635405
- Der Fehlfaktor, Das Neue Berlin, Berlin 1975, DNB 208045473
- Fünf Säulen des Eheglücks, Verlag Neues Leben, Berlin 1976, DNB 770087612
- Conviva Ludibundus, Das Neue Berlin, Berlin 1978, DNB 790012499
- Georg Kaiser. Eine biographische Skizze, Rat der Stadt, Abt. Kultur, Magdeburg 1979, DNB 910036101
- Kleiner Liebeskochtopf nebst erprobten Rezepten, Eulenspiegel Verlag, Berlin 1981, DNB 820453862
- Der Utofant, Verlag Neues Leben, Berlin 1981, DNB 821110942
- Das kugeltranszendentale Vorhaben, Suhrkamp Verlag, Frankfurt am Main 1983, ISBN 3-518-37448-6
- Der unhandliche Philosoph, Suhrkamp, Frankfurt am Main 1983, ISBN 3-518-37370-6
- Die unhörbaren Töne, Suhrkamp, Frankfurt am Main 1984, ISBN 3-518-37483-4
- Der x-mal vervielfachte Held, Suhrkamp, Frankfurt am Main 1985, ISBN 3-518-37637-3
- Die Geburt des Pantamannes, Das Neue Berlin, Berlin 1988, ISBN 3-360-00173-7
- Die Zeit bin ich, Paskal, Das Neue Berlin, Berlin 1989, ISBN 3-360-00242-3
- Das Ende des Pantamannes, Das Neue Berlin, Berlin 1991, ISBN 3-360-00322-5
- Professor Mittelzwercks Geschöpfe, Suhrkamp, Frankfurt am Main 1991, ISBN 3-518-38313-2
- Herr A. Morph, Insel Verlag, Frankfurt am Main/Leipzig 1998, ISBN 3-458-33881-0

## Kritik
- Franz Rottensteiner: "... Johanna und Günter Braun. Sie bedienen sich einer sehr präzisen, leicht schrulligen und manierierten Sprache. Die Simplizität dieser Werke täuscht: Es gelingt den Autoren, in vorgeblicher Einfalt kluge Dinge zu fabulieren und die Wahrheit ans Licht zu bringen. Die Brauns scheuen vor unehrerbietigen Gedanken und unbequemen Fragen nicht zurück. Ihr Stil ist märchenhaft verfremdet, die Handlung voller wunderbarer Ereignisse, und beides erinnert, nicht zuletzt in der Namensgebung ihrer Charaktere, häufig an Jean Paul und die deutsche Romantik... Zweifellos sind die Brauns der bisherige Höhepunkt der DDR-SF."[2]
- Karsten Kruschel über die ersten beiden Pantamann-Bände: "Wie nach trüben Erfahrungen mit dem vergangenen Staats(un)wesen nicht anders zu erwarten, sind die Satiren schärfer, die Töne galliger und die Analysen unfreundlicher geworden... Paskal ist einer jener naiven Beobachter, die in Büchern der Brauns immer die Welt sachlich-überraschend betrachten." "Es scheint nicht viel zu passieren, aber um 'action' geht es den Brauns nicht. Sie haben sich in dieser Trilogie offensichtlich die Aufgabe gestellt, Realität bloßzustellen... In vielen kleinen und großen Hieben machen sich die Brauns auf eine Weise über die Macken dieser Welt lustig, daß mir das Lachen im Halse steckenbleibt. Paskals Gehirnuntersuchung ergibt bei einem Mann überdimensionierte Felder für Gesinnungen und Ansichten, denen stark eingeschränkte für Wahrnehmung und kritisches Denken gegenüberstehen, dafür ist das Egozentrum zu groß. Zunächst deutet der Befund auf einen Geheimdienstmann hin; es ist dann aber ein religiöser Eiferer – was keinen großen Unterschied in der Denkweise macht, wie Paskal feststellt."[3]